# Walter Honeder
Walter Honeder (* 6. Oktober 1906 in Hadersdorf-Weidlingau; † 4. Jänner 2006 in Innsbruck) war ein österreichischer Maler und Grafiker.

## Leben
Walter Honeder wurde als Sohn des Malers Karl Honeder 1906 in Hadersdorf-Weidlingau (Niederösterreich, heute Wien) geboren und lebte seit seinem zehnten Lebensjahr in Tirol. Er studierte von 1923 bis 1930 an der Wiener Kunstgewerbeschule bei Eugen Steinhof und Bertold Löffler. Ab 1931 war er als freischaffender Künstler in Innsbruck tätig, 1936 hielt er sich in Rom auf. Die Erlebnisse im Zweiten Weltkrieg und in der amerikanischen Kriegsgefangenschaft führten zu einer Zäsur in seinem Leben und Werk. Nach dem Krieg wurde er durch die Begegnung mit der französischen Moderne, die durch das Französische Kulturinstitut in Innsbruck vermittelt wurde, nachhaltig geprägt.
Honeder war als Grafiker sowie Maler von Landschaften und Porträts tätig. Er schuf zahlreiche Wandbilder, Sgraffiti und Mosaiken, insbesondere an öffentlichen Gebäuden im Rahmen der Kunst-am-Bau-Aktion des Landes Tirol in der Nachkriegszeit. In seinen Werken verband Honeder Aspekte des Wiener Expressionismus und Einflüsse des französischen Fauvismus mit Elementen der Tiroler Volkskunst. Das 1957 geschaffene, unter Denkmalschutz gestellte Wandbild am Eingang des Kindergartens von Kolsass mit Szenen aus dem Ort und seiner Umgebung gilt als eines der größten und schönsten Kunst-am-Bau-Objekte der Nachkriegsjahre in Tirol.

## Ausstellungen
- Taxishof, Innsbruck, 1935
- Künstlerhaus, Wien, 1947
- Institut Français, Innsbruck, 1948
- II. Biennale christlicher Kunst der Gegenwart, Salzburg, 1960
- Südtiroler Bildungszentrum, Bozen, 1995

## Auszeichnungen
- Preis des Bundesministeriums für Unterricht, 1963
- Preis der Landeshauptstadt Innsbruck für künstlerisches Schaffen, Grafik, 1965[3]

## Werke

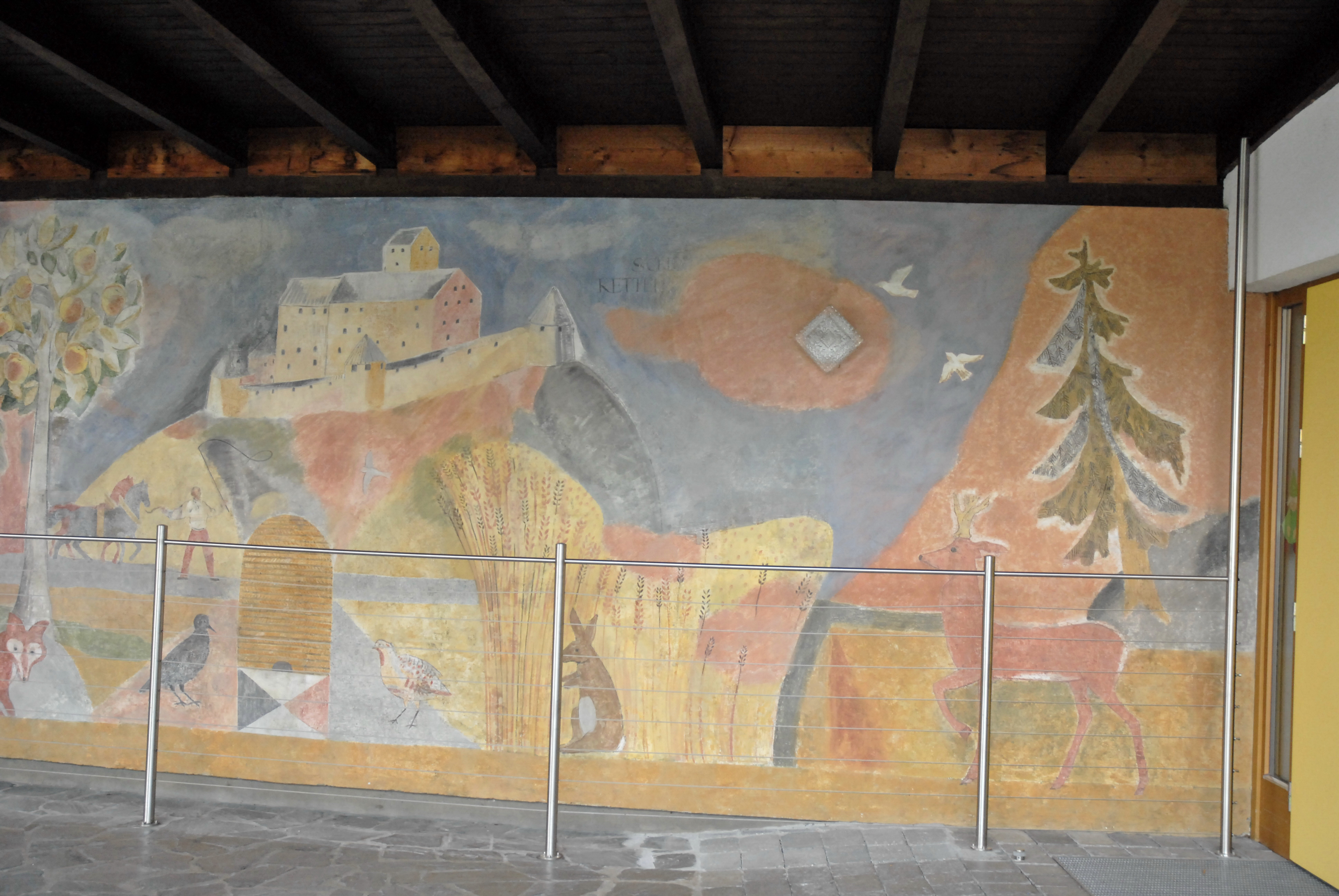
Wandbild am Kindergarten Kolsass (Ausschnitt)

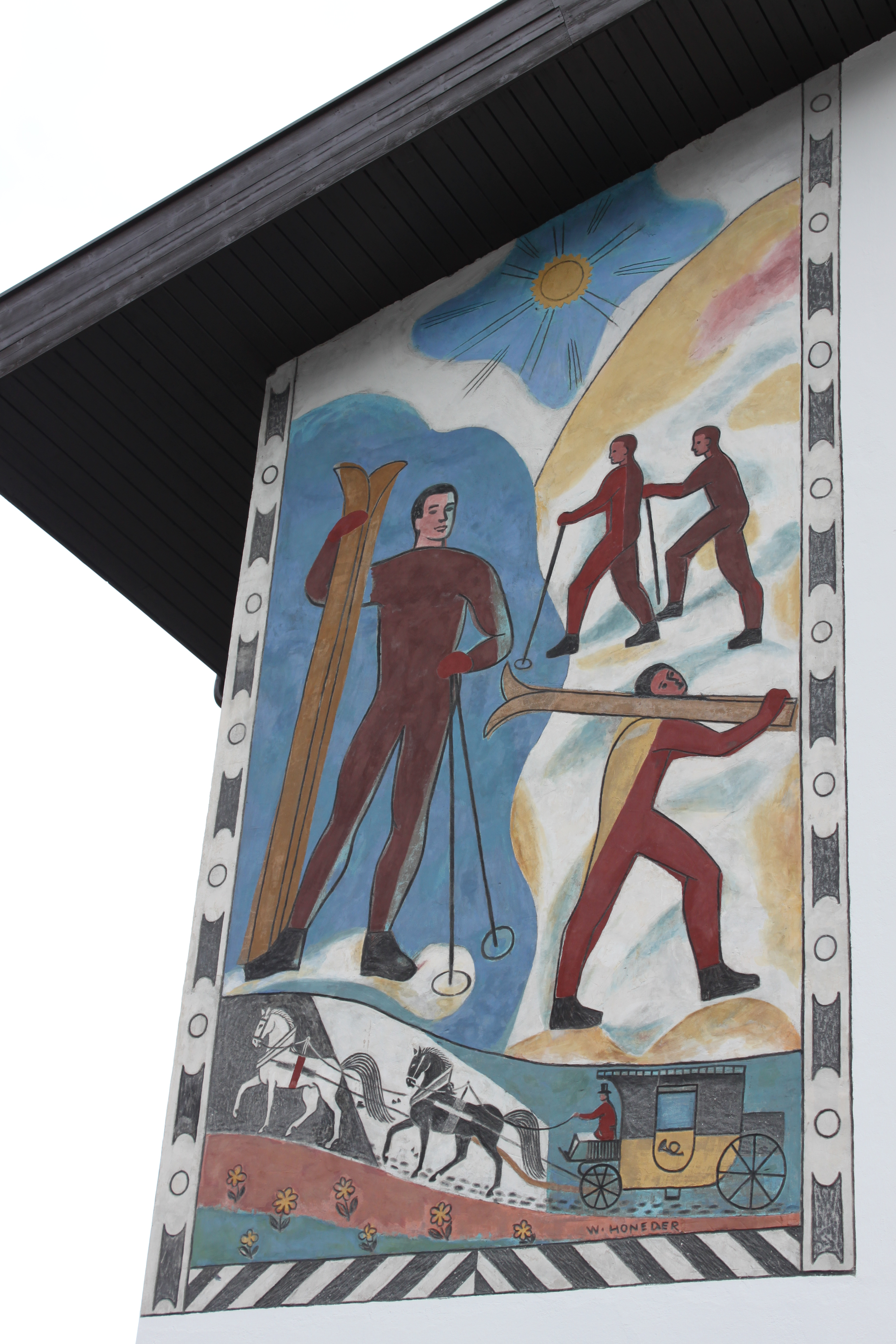
Wandbild am Postamt in Sölden

- Fresko, Volksschule Baumkirchen, 1951[4]
- Sgraffiti an den Erkern, Haushaltungsschule Imst, 1952[5]
- Sgraffito mit der Ansicht von Ehrenberg, Hauptschule Untermarkt, Reutte, 1952[6]
- Wandbild Schutzmantelmadonna, Gestaltung des Obergeschoßerkers, Volksschule Telfes im Stubai, 1952[7]
- Sgraffito, Volksschule und Kindergarten Sieglanger, Innsbruck, 1953[8]
- Wandbilder Spinnerin, Weber, Färber, Spinnerei Jenny und Schindler, Telfs, 1953 (teilweise entfernt)[9]
- Keramiktafeln mit Rosenkranzgeheimnissen, Rosenkranzweg; Haiming/Silz, 1956[10]
- Wandbilder mit Verkehrszenen, Doppelvolksschule Pradl-Ost, 1956–1960[11]
- Wandbild am Eingang des Kindergartens, Kolsass, 1957[2]
- Wandgemälde in Secco-Technik Palmsonntag, Wohnbau, Rudolf-Steinacher-Straße in Wattens, um 1958
- Fassadenmalerei, Landwirtschaftliche Landeslehranstalt Weitau, St. Johann in Tirol, 1958[12]
- Wandbild Herbstszene, Wohnhaus Dr.-Karl-Stainer-Straße 20, Wattens, um 1958[13]
- Sgraffito Bruder Klaus, Bruder-Klaus-Kapelle in Marail, 1960[14]
- Wandbild Motive des Gewerbefleißes, Wohnhaus Fassergasse 27, Hall in Tirol, 1960[15]
- Sgraffito hl. Florian, Gerätehaus der Freiwilligen Feuerwehr, Tulfes, um 1960[16]
- Wandbilder Geburt, Taufe und Auferstehung Christi, Taufkapelle, Pfarrkirche Sellrain, 1960[17]
- Wandbilder Rosenkranzgeheimnisse, Rosenkranzkapelle, Wattenberg, 1961[18]
- Sgraffito, Bäckerei Töpfer, Axams, 1962[19]
- Betonglasfenster, Krafthaus der Kauntertalkraftwerke, Prutz, um 1964[20]
- Fresko Handwerk in Kramsach, Gemeindeamt Kramsach, 1966[21]
- Betonfries, technischer Versorgungsbau der Wohnanlage An-der-Lan-Straße 24, Innsbruck, 1973[22]
- Fassadengestaltung, Wohnblock Ernst Knapp-Straße 9, 11, Schwaz, 1975[23]
- Wandbilder Kindermotive und Sonne, Kindergarten Telfes im Stubai, 1981 (zerstört)[24]
- Keramikbildtafeln hl. Barbara, hl. Sebastian, hl. Franz Xaver, Maria mit Kind, Stoana-Marterl, Götzens, 1982[25]